# Супра
Супра́ (рос. Супра) — присілок у складі Кондінського району Ханти-Мансійського автономного округу Тюменської області, Росія. Входить до складу Мулимьїнського сільського поселення.
Населення — 9 осіб (2010, 32 у 2002).
Національний склад станом на 2002 рік: росіяни — 66 %.